# Hassan Ali Mansur
Pour les articles homonymes, voir Mansour.
Hassan Ali Mansur (en persan : حسن علی منصور) est un homme politique iranien né à Téhéran le 2 mai 1923 et mort dans la même ville le 26 janvier 1965. Il est Premier ministre d'Iran sous le règne de Mohammad Reza Chah durant la révolution Blanche, et est assassiné par un membre des Fedayin de l'Islam.

## Éducation
Hassan Ali Mansour est le fils d'Ali Mansour (Mansour-al-Molk), lui aussi Premier ministre. Il suit sa scolarité au lycée Firuz-Bahrām à Téhéran puis prend des cours de droit à l'université de Téhéran, dont il est diplômé en sciences politiques après la Seconde Guerre mondiale.

## Les débuts de sa carrière publique
Dans la période qui suit la Seconde Guerre mondiale, le jeune Mansour commence sa carrière politique en entrant au ministère des Affaires étrangères, et réalise des missions internes et à l'étranger (Allemagne et France notamment). Dans les années 1950, il est nommé chef de cabinet du Premier ministre, une première fois pour une courte période (à cause d'un changement de gouvernement), la seconde fois pour deux ans. En 1957, le Premier ministre Manouchehr Eghbal le nomme Président du Conseil économique et vice-Premier ministre. Il a aussi occupé des postes au ministère du Travail et au ministère du Commerce. Le vice-Premier ministre Asadollah Alam l'a nommé Président de la compagnie d'assurance Bimeh Iran (en).

## Élection au Majles et naissance du parti Iran Novin
Le parti progressiste Qānun Motaraghiān a été fondé par Mansour afin de mener des recherches en économie politique, ainsi que pour paver la voie à son ascension vers le poste de Premier ministre. En 1962, Mansour se présente pour la 21e Majles (parlement) et est élu second représentant pour Téhéran, après Abdollah Riazi (en), porte-parole du Majles. Une douzaine de membres de son parti ont aussi été élus, à l'exception d'Hoveyda et de Kashefian, qui étaient plus intéressés par la direction du parti. Mansour a ensuite étendu sa base en formant une coalition et en fondant le parti Iran Novin, avec une majorité de 175 sièges sur 230. Il est ensuite élu comme représentant de la majorité du Parlement.

## Premier ministre pendant la Révolution Blanche

Hasan Ali Mansur tôt 1960

Après qu'Alam ait démissionné du poste de Premier ministre en 1964, le Shah nomme Mansour Premier ministre le 7 mars 1964. Cette époque correspond alors en Iran à un renouvellement de la scène politique. Mansour introduit de jeunes visages comme Amir Abbas Hoveyda, Jamshid Amouzegar, Ataollah Khosravani, le Dr. Houchang Nahavandi, Alinaghi Alikhani (de), Manouchehr Rohani et d'autres membres du parti Iran Novin.
Mansour fait passer la Loi de protection des forces américaines, qui est très controversée. L'adoption de cette loi cause une attaque de la part de l'ayatollah Khomeini depuis Qom. Khomeiny a, l'année dernière, provoquée d'importants soulèvements de par son opposition au lancement de la Révolution Blanche. Le pouvoir avait opté pour l'apaisement, et l'une des premières actions de Mansour au gouvernement est de libérer Khomeiny. Mais cette fois, le Premier ministre exile le religieux en Turquie en novembre 1964. Mansour augmente également le prix de l'essence de 5 à 10 rials afin d'équilibrer son budget, mais doit annuler la mesure à la suite des grèves des chauffeurs de taxi.

## Assassinat
À dix heures du matin, le 21 janvier 1965, Mansour passe les grilles du Majles afin d'aller délivrer son premier discours annuel de Premier ministre. Après qu'il est descendu de sa voiture dans le parc Baharestan, un passant, Mohammad Bokharaï, l'approche et tire 5 coups de feu. Mansour est remis dans la voiture et amené à l'hôpital, où il reste en condition critique avant de décéder cinq jours plus tard. Pendant la crise, le Shah nomme Amir Abbas Hoveyda Premier ministre.
Mansour est enterré dans le cimetière de Shah Abdol Azim à Rey. Après la révolution islamique, l'Ayatollah Kalkhali aurait ordonné de disperser ses restes.
Mansour est marié à Farideh Emami et a un fils et une fille. La sœur de Farideh, Leyla Emami, s'est ensuite mariée avec le Premier ministre Hoveida. Javad Mansour, son frère, est conseiller d'Hoveida.